# Mozes Kahana
Pour les articles homonymes, voir Kahana.
 (avril 2025).
La mise en forme du texte ne suit pas les recommandations de Wikipédia : il faut le « wikifier ».
Les points d'amélioration suivants sont les cas les plus fréquents. Le détail des points à revoir est peut-être précisé sur la page de discussion.
- Les titres sont pré-formatés par le logiciel. Ils ne sont ni en capitales, ni en gras.
- Le texte ne doit pas être écrit en capitales (les noms de famille non plus), ni en gras, ni en italique, ni en « petit »…
- Le gras n'est utilisé que pour surligner le titre de l'article dans l'introduction, une seule fois.
- L'italique est rarement utilisé : mots en langue étrangère, titres d'œuvres, noms de bateaux, etc.
- Les citations ne sont pas en italique mais en corps de texte normal. Elles sont entourées par des guillemets français : « et ».
- Les listes à puces sont à éviter, des paragraphes rédigés étant largement préférés. Les tableaux sont à réserver à la présentation de données structurées (résultats, etc.).
- Les appels de note de bas de page (petits chiffres en exposant, introduits par l'outil «  Source ») sont à placer entre la fin de phrase et le point final[comme ça].
- Les liens internes (vers d'autres articles de Wikipédia) sont à choisir avec parcimonie. Créez des liens vers des articles approfondissant le sujet. Les termes génériques sans rapport avec le sujet sont à éviter, ainsi que les répétitions de liens vers un même terme.
- Les liens externes sont à placer uniquement dans une section « Liens externes », à la fin de l'article. Ces liens sont à choisir avec parcimonie suivant les règles définies. Si un lien sert de source à l'article, son insertion dans le texte est à faire par les notes de bas de page.
- La présentation des références doit suivre les conventions bibliographiques. Il est recommandé d'utiliser les modèles {{Ouvrage}}, {{Chapitre}}, {{Article}}, {{Lien web}} et/ou {{Bibliographie}}. Le mode d'édition visuel peut mettre en forme automatiquement les références.
- Insérer une infobox (cadre d'informations à droite) n'est pas obligatoire pour parachever la mise en page.

Pour une aide détaillée, merci de consulter Aide:Wikification.
Si vous pensez que ces points ont été résolus, vous pouvez retirer ce bandeau et améliorer la mise en forme d'un autre article.
 (avril 2025).
Si vous disposez d'ouvrages ou d'articles de référence ou si vous connaissez des sites web de qualité traitant du thème abordé ici, merci de compléter l'article en donnant les références utiles à sa vérifiabilité et en les liant à la section « Notes et références ».
Mozes Kahana (né le 26 novembre 1897 à Gyergyóbékás, Autriche-Hongrie, et mort le 11 avril 1974 à Budapest, Hongrie) est un écrivain, essayiste, traducteur et intellectuel socialiste moldave d’origine hongroise. Figure marquante de la littérature prolétarienne en Europe de l’Est, il a écrit en plusieurs langues : hongrois, roumain, russe et espéranto.

## Biographie

### Jeunesse
Issu d’une famille juive de Transylvanie, Mozes Kahana publie ses premiers poèmes sous le pseudonyme Joel Béla. Son frère aîné, Ernő Kahána, est un psychiatre renommé. Il s’installe à Budapest en 1918 et participe activement à la République des conseils de Hongrie, devenant membre du Parti communiste hongrois et rédacteur pour le journal Vörös Újság.
Après la chute du régime, il est emprisonné puis expulsé vers l’Autriche.

### Exil et activité littéraire
À Vienne, il publie en 1921 son recueil de poésie Túl a politikán (Au-delà de la politique), illustré par Hans Mattis-Teutsch, et fonde en 1922 la revue marxiste d’émigrés hongrois Egyseg.
Revenu en Transylvanie en 1923, il est arrêté en 1926 pour ses activités communistes et emprisonné à Doftana, mais s’évade et se réfugie en Union soviétique. Là, il travaille comme traducteur, lexicographe et théoricien littéraire. Il participe à la création de l’Union des écrivains de la RSSA Moldave et à la diffusion de la langue espéranto dans les milieux révolutionnaires.

### Années 1930 et Seconde Guerre mondiale
Délégué par le Komintern, il séjourne à Berlin et à Paris, où il publie des nouvelles en hongrois sous le pseudonyme Köves Miklós. Plusieurs de ses œuvres paraissent aux États-Unis via des maisons d’édition hongroises de Cleveland. En 1937, il retourne en Roumanie et vit en Bessarabie.
En 1940, après l’occupation soviétique de la Bessarabie, il s’installe à Cluj et publie son roman le plus célèbre, Hat nap és a hetedik (Six jours et le septième). En 1941, il retourne à Chișinău. Durant la guerre, il est évacué en Asie centrale.
Après 1945, il retourne à Chișinău, puis à Bender, et publie des dictionnaires bilingues, dont un important dictionnaire hongrois-russe (1946, révisé en 1951 et 1959).

### Conflit politique et marginalisation
Dans les années 1950, il écrit deux romans en moldave (roumain), sur la collectivisation rurale. Le troisième tome, accusé de révisionnisme par les autorités soviétiques (notamment Andrei Lupan), entraîne son exclusion de la scène littéraire moldave.
Réfugié à Moscou, il y travaille comme traducteur. En 1964, il retourne en Hongrie, où il reçoit le prix Attila-József en 1968 et devient membre du Parti socialiste ouvrier hongrois.
Le 11 avril 1974, Mozes Kahana se suicide en se jetant par la fenêtre d’un hôpital à Budapest.

## Œuvres principales
- Túl a politikán (poésie, 1921)
- Hat nap és a hetedik (roman, 1941)
- Costea Gingaș (roman, 1954)
- Dictionnaire hongrois-russe (1946–1959)

## Héritage
Mozes Kahana a laissé une empreinte notable sur la culture littéraire socialiste d’Europe centrale et orientale, par ses écrits, ses traductions et son engagement dans la critique marxiste.